# Aboën
Aboën település Franciaországban, Loire megyében. Lakosainak száma 483 fő (2022. január 1.). Aboën Périgneux, Rozier-Côtes-d’Aurec, Saint-Maurice-en-Gourgois és Saint-Nizier-de-Fornas községekkel határos.

## Népesség
A település népességének változása:
| Lakosok száma | 246  | 181  | 186  | 289  | 401  | 424  | 439  | 452  | 462  | 483  |
|               | 1968 | 1982 | 1990 | 2006 | 2013 | 2015 | 2017 | 2019 | 2020 | 2022 |